# 服装外贸
服装外贸（又称外贸服装）是指国外买家或商家通过指定渠道联系到国内服饰生产商或加工出口商，国内方根据国外方对面料的要求或发来的样品进行材料选择并打样后发给国外方的过程。如国外方对样品满意，则继续合作进行批量生产。

## 外贸交易和生产流程
1. 选择供应商/生产商。
2. 选择好供应商后，发出询盘（包括但不局限于材料选择，尺码范围，做工方式，技术规格，最低生产数量等）。
3. 供应商回复后，对样品的细节进行沟通，并提出己方的预算，并对定价和数量进行商讨。
4. 对价格和生产时间达成共识后，开始制作样品。
5. 样品制作完成后，与供应商确认细节。
6. 细节确认后，为保证双方的利益，根据供应商的要求进行付款。
7. 供应商收到款项后，开始安排工厂批量生产订单。
8. 当批量订单生产完成后，如有尾款需要支付，支付尾款，供应商安排货运。[3]

## 外贸尾单
外贸尾单是指：在批量外贸订单生产的过程中，可能会生产出比订单数量多的服装。多生产的这部分衣服则作为外贸尾单处理。

## 外部連結
Wholesale Sleepwear Sell Knowledge （页面存档备份，存于）
Wholesale Pajama Knowledge （页面存档备份，存于）